# Banyutus quarrei
Banyutus quarrei är en insektsart som först beskrevs av Navás 1932.  Banyutus quarrei ingår i släktet Banyutus och familjen myrlejonsländor. Inga underarter finns listade i Catalogue of Life.